# Huascarán
Il Huascarán (6.768 m s.l.m., in quechua Waskaran) è la più alta montagna del Perù. Si trova nella provincia di Yungay, facente parte del dipartimento di Ancash.

## Aspetto fisico

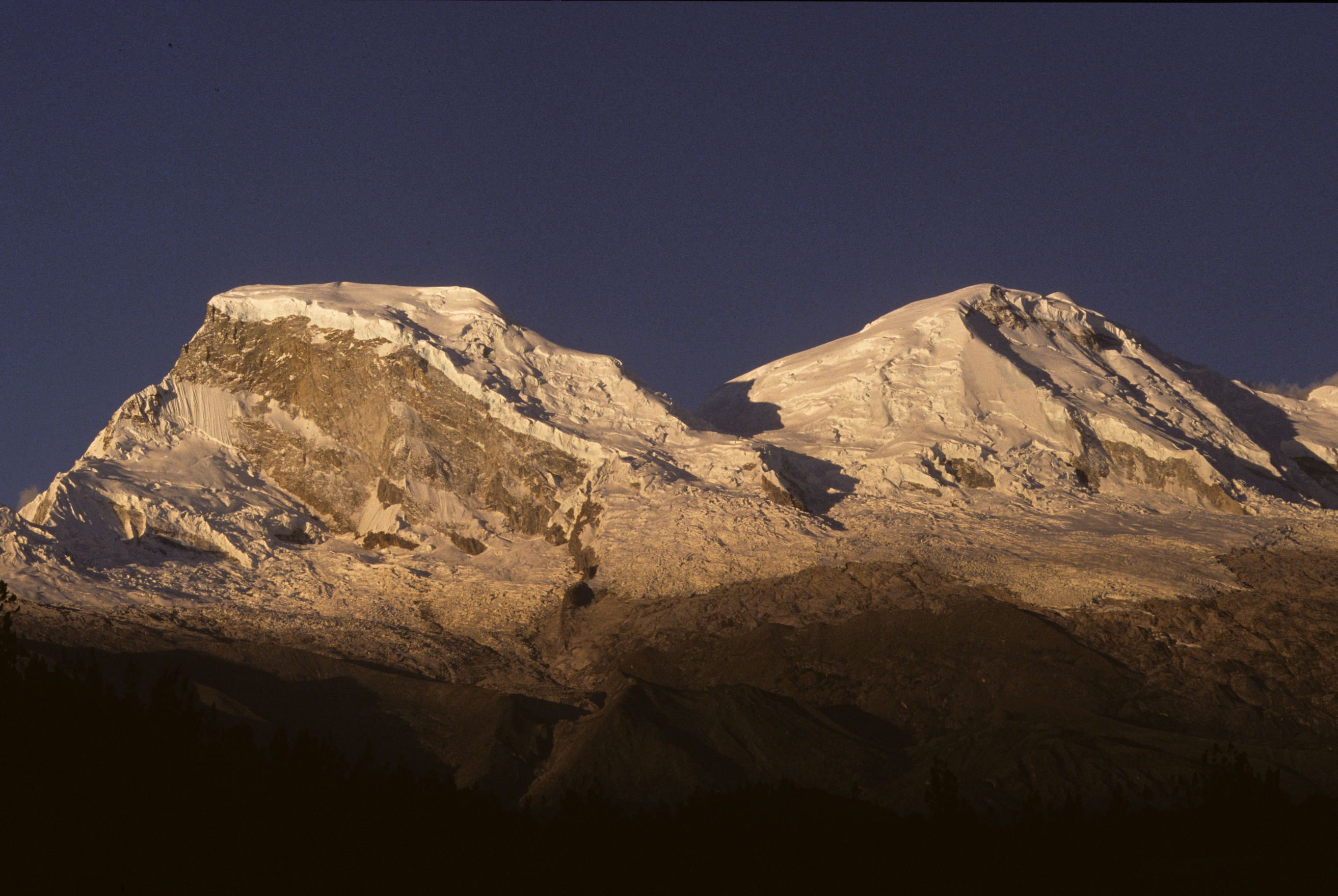
Huascarán Nord (a sinistra) e Sud (a destra)

Il Huascarán fa parte di un massiccio montuoso (Macizo de Huascarán) che occupa la parte centro-settentrionale della Cordillera Blanca; dello stesso massiccio fa parte anche il Chopicalqui, che è unito ad esso da un'unica massa glaciale. Questo massiccio è separato dagli altri della catena da due profonde valli: la Quebrada Llanganuco a nord e la Quebrada Ulta a sud. La prima è il posto turisticamente più conosciuto di tutto il Parco nazionale del Huascarán: sale dal capoluogo della provincia Yungay, nella valle del Río Santa (Callejón de Huaylas), e, attraversando la Laguna Chinancocha (3.850 m) e la Laguna Orcocha (3.865 m) raggiunge il passo chiamato Portachuelo de Llaganuco (4.767 m), per poi scendere dall'altra parte verso il paese di Yanama, nel Callejón de Conchucos, attraverso la Quebrada Marococha. La seconda sale da Carhuaz e, passata la località di Shilla si incunea tra il Macizo de Huascarán e il Macizo de Copa fino al Passo Punta Yanayacu (4.850 m), per poi scendere anch'essa verso Yanama.
Si distinguono due vette del Huascarán: l'insellatura del colle della Garganta (6.010 m) separa la più alta, detta Huascarán Sud (6.768 m), dal Huascarán Nord, che raggiunge i 6.655 m. Sulla cresta sud-est del Huascarán Sud, inoltre, si erge un picco senza nome di 6.410 m al quale qualche alpinista ha voluto recentemente dare la dignità di vetta a sé stante.
Il Monte Huascaran, secondo uno studio scientifico condotto nell'agosto 2013, è il punto della superficie terrestre dove il valore dell'accelerazione di gravità è il minore in assoluto.
Il suo valore è stato stimato essere pari a 9,7639 m/s².

## Origine del nome
Secondo la versione più diffusa il nome proviene dal quechua huasca (catena) e ran (montagna rocciosa); significherebbe quindi "catena di montagne".
Un'altra versione lo farebbe derivare dall'imperatore inca (Qhapaq) Huáscar, figlio di Huayna Cápac. Il significato del nome della montagna sarebbe quindi la montagna di Huáscar.

### Leggenda del Huandoy e del Huascarán
Ci sono diverse altre antichissime leggende sull'origine del nome. E ogni leggenda ha molte varianti. Una delle più diffuse racconta di Wandi, figlia del cacique (capo tribù) che reggeva le alture di Yungay, una fanciulla celebrata per la sua bellezza. Un giorno passò per la valle di Huyalas l'Inca, attorniato dai suoi ufficiali, tra i quali ve n'era uno molto valoroso, chiamato Wáscar, che si innamorò subito della fanciulla. Il cacique, però, montanaro orgoglioso, geloso di ogni soldato imperiale, non approvava la relazione della figlia e le ordinò di non vedere più l'ufficiale. I due fuggirono insieme, ma il padre mandò al loro inseguimento i suoi soldati migliori, che, dopo un'estenuante ricerca, riuscirono a trovare i due amanti. Il cacique ordinò che per castigo i due fossero legati l'uno di fronte all'altro su due altissime cime sferzate dal vento e dal freddo. Wáscar fu imprigionato sul lato sud, appeso ad un picco roccioso; Wandi, invece, dall'altra parte, sul lato nord. Tutti e due soffrirono terribilmente e piansero il loro amaro destino. Col tempo si trasformarono in due montagne innevate, l'una di fronte all'altra: il Huascarán e lo Huandoy. I loro pianti originarono le lagune di Llanganuco e ancora oggi i numerosi torrenti che scendono dalle due montagne stanno a significare che i due amanti non hanno mai smesso di piangere.

## Parco nazionale del Huascarán
Dalla montagna prende il nome anche il Parco nazionale del Huascarán, istituito il 1º luglio 1975 e inserito dall'UNESCO nella Lista dei patrimoni dell'umanità nel 1985. Il Parco ricopre un'area di 340.000 ha, estendendosi per una lunghezza di 158 km ed una larghezza di 20, e include al suo interno la quasi totalità della Cordillera Blanca. È stato istituito per salvaguardare la catena montuosa più alta tra quelle presenti nella fascia tropicale del pianeta; al suo interno vivono specie faunicole e floreali in pericolo di estinzione, come la vigogna, l'orso dagli occhiali, il condor delle Ande o la titanca, il queñual e la Buddleja coriacea.

## Alpinismo

### Annie Smith Peck
La storia alpinistica del Huascarán, dopo un prologo nel 1903, quando l'esploratore e ingegnere minerario britannico Reginald Enock tentò la scalata fermandosi a 5.100 metri sul versante sud-ovest, inizia realmente nel 1908 con l'alpinista americana Annie Smith Peck.
Già tra i soci fondatori dell'American Alpine Club, a 58 anni inaugurò di fatto l'alpinismo in Cordillera Blanca salendo con le guide alpine del Vallese Peter Taugwalder e Gabriel Zumtaugwald i 6.655 m del Huascarán Nord attraverso la cresta sud. La Peck, al ritorno negli Stati Uniti, indicò in 7.300 m la quota della cima raggiunta e cercò di accreditarsi il record mondiale femminile di altezza raggiunta; questo provocò un'aspra polemica con la sua connazionale Fanny Bullock-Workman, che l'anno precedente aveva raggiunto la vetta del Nun Kun, quotata 7.200 m. La Workman finanziò di sua tasca una spedizione topografica in Cordillera Blanca, che stabilì la quota (dimostratasi poi errata per difetto) di 6.550 m per la cima settentrionale del Huascarán.

### La spedizione del DÖAV
Nel 1932 arrivò in Cordillera Blanca una spedizione esplorativa del Deutscher und Österreichischer Alpenverein; guidata da Philip Borchers, ne facevano parte Wilhelm Bernard, Erwin Hein, Hermann Hoerlein, Hans Kinzl ed Erwin Schneider. Lo scopo principale della spedizione era quello di realizzare la prima carta topografica della zona settentrionale della Cordillera; la maggior parte del lavoro fu quindi dedicata ai rilevamenti topografici e alle misurazioni delle cime. Ciononostante, gli austro-tedeschi riuscirono a completare le prime ascensioni di alcune delle vette più importanti della zona. Il 20 luglio 1932, Hein, Hoerlin, Bernard, Borchers e Schneider salirono al colle della Garganta dal ghiacciaio occidentale e di lì raggiunsero la cima del Huascarán Sud a 6.768 m, per quella che sarebbe poi diventata la via normale alla cima.
La via normale, è di difficoltà compresa tra PD (Poco Difficile) e AD (Abbastanza Difficile) ed è esposta al rischio di valanghe nel tratto sottostante il colle della Garganta. Per questa ragione è essenziale attraversare questa sezione prima che il Sole riscaldi la porzione di ghiacciaio sovrastante il colle.

### La solitaria di Casarotto
Dopo che una spedizione francese vinse l'immensa parete nord della cima settentrionale nel 1966 ed un'altra cordata nel 1971 aprì la prima via sulla parete est del Huascarán Sud, toccò all'alpinista vicentino Renato Casarotto scrivere una pagina importante della storia dell'alpinismo su questa montagna. Casarotto aprì in solitaria una difficilissima via al centro della parete nord della cima settentrionale; partito dal campo base il 6 giugno 1977, rimase per 17 giorni in parete portandosi appresso ben 40 kg di materiale e viveri, scalando ogni tratto per ben tre volte (due in salita e una in discesa) a causa della particolare tecnica di auto-assicurazione adottata. Alle 16.30 del 21 giugno 1977 l'alpinista vicentino raggiunse la vetta; gli ci vollero altri due giorni per tornare al campo base.

### La sfida di Jaeger
Più che un'impresa alpinistica, nel 1978 l'alpinista francese Nicolas Jaeger portò a termine una sfida con sé stesso. Di ritorno da una serie di scalate in Cordillera Blanca, Jaeger decise di accamparsi poco sotto la cima del Huascarán Sud e di rimanervi 60 giorni. L'alpinista e medico francese mise così in atto il suo progetto di studiare gli effetti che l'altissima quota e le temperatura glaciali potevano avere sull'organismo umano.

### La via delle donne
A ribadire, 77 anni dopo Anne Smith Peck, il ruolo importante che le donne hanno avuto nella storia alpinistica del Huascarán Nord nel 1985 una cordata di sole alpiniste polacche e ceche aprì una nuova via sulla parete nord. Arrivarono in cima B. Danihelková, Z. Hoffmanová, A. Kaploniak, E. Parnejko ed E. Szezesniak.

### Le vie degli sloveni
Tra le vie più importanti aperte sulla montagna in anni più recenti sono da segnalare quella aperta in due giorni, in solitaria, dallo sloveno Pavle Kozjek sulla parete sud del Huascarán Sud nel 1991 e quella estrema, chiamata Pot v Pekel (Strada per l'Inferno), degli sloveni M. Kovac, B. Lozar e T. Petac tracciata nel 1993 sul pilastro nord-est della stessa parete.

### La tragedia di Battistino Bonali e Giandomenico Ducoli
Battistino Bonali e Giandomenico Ducoli, due alpinisti e amici di Padre Ugo De Censi, fondatore dell'Operazione Mato Grosso, tentarono la scalata della parete nord del Huascarán, lungo l'irripetuta Via Casarotto (1977) con lo slogan "Salire in alto per aiutare chi sta in basso".. L'8 agosto 1993, quando erano a 200 metri dalla vetta e si stavano riposando, vennero travolti da una slavina che li uccise e gettò i loro corpi 1300 metri più sotto.

## Accesso e frequentazione
Il fatto che la montagna sia la più alta del Perù (e la più alta del pianeta all'interno della fascia tropicale) la rende molto appetita dagli alpinisti di tutto il mondo che, nonostante le difficoltà tecniche di ascensione, la affollano in numero piuttosto cospicuo. Nella regione di Ancash si è da qualche anno sviluppata un'offerta di guide d'alta montagna che pongono proprio l'Huascarán in cima alle loro proposte. La salita alle cime richiede dai tre ai cinque giorni, oltre ad un'ottima condizione fisica, ad un buon acclimatamento alle alte quote e ad una preparazione tecnica adeguata.
La via di avvicinamento più frequentata parte dall'ingresso del Parco nella località di Musho, dove si trova un servizio di trasporto con i muli fino al Campo Base Raimondi (3 ore), ormai lontano dal limite dei ghiacci. Da qui si sale in un'altra ora e mezza al Campo Morrena, a 4.500 m, da dove in un'altra ora si arriva al ghiacciaio. In questo luogo è attivo dal 2002 il Refugio Don Bosco Huascarán, gestito dall'Operazione Mato Grosso. Si può accedere alla montagna anche dai laghi di Llanganuco, attraverso la Quebrada Ancosh, oppure attraverso la Quebrada Ulta e la sua confluente Quebrada Matará.

## Alluvione di Ranrahirca
Il 10 gennaio 1962, alle 6:05 della mattina, la caduta di un'enorme cornice di ghiaccio dalla cima del Huascarán Nord provocò un'enorme alluvione che cancellò 6 villaggi e uccise circa 4.000 persone, devastando in particolare il distretto di Ranrahirca.

## Il terremoto di Ancash

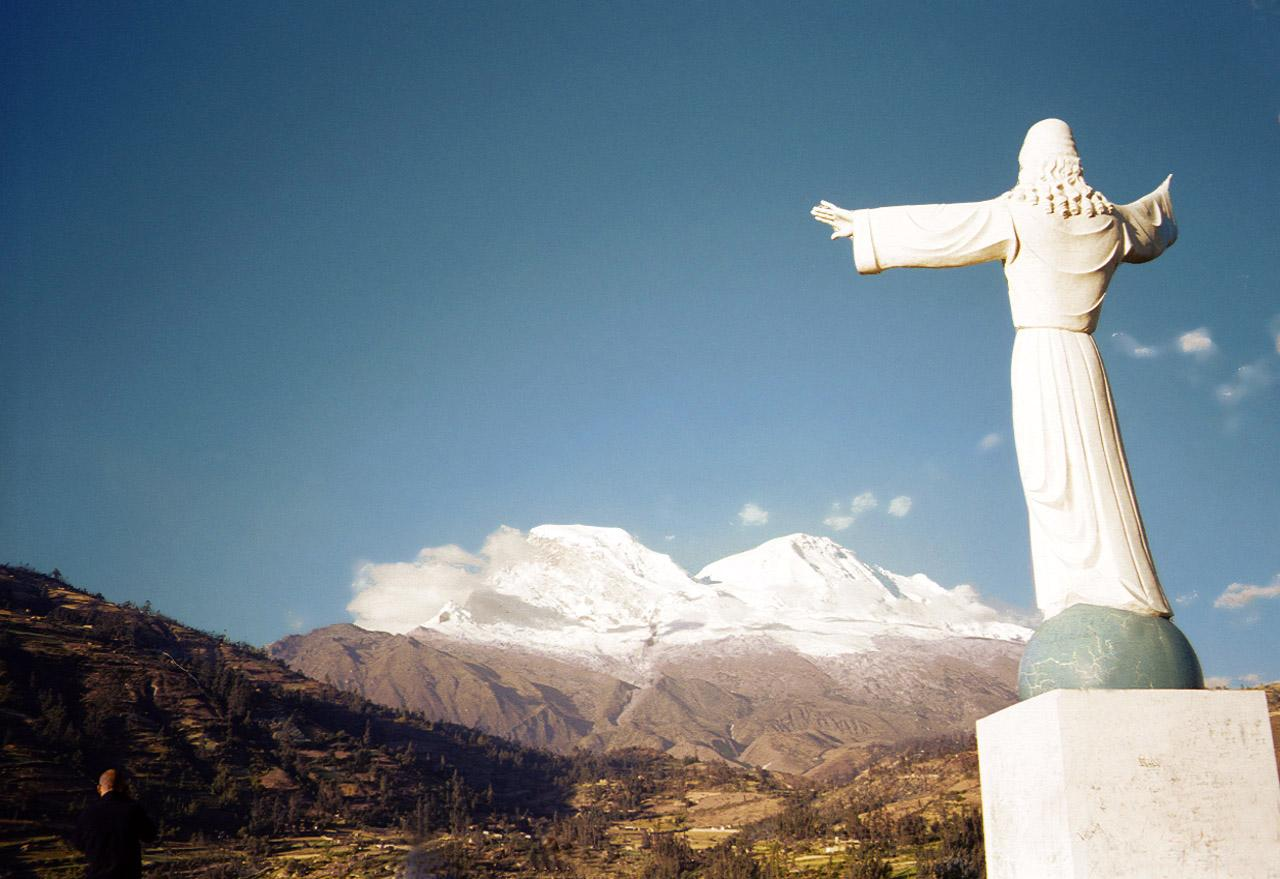
Il Cristo Redentore nel Cimitero di Yungay. Sullo sfondo il Huascarán

Il 31 maggio 1970, alle ore 15.23, un tremendo terremoto di magnitudo 7.8I con epicentro di fronte a Chimbote, a 25 km dalla costa nell'Oceano Pacifico, ed ipocentro a 52 km di profondità causò il distacco di un grande pezzo di ghiacciaio, neve e pietre dalla vetta Nord. La valanga raggiunse una velocità di avanzamento con punte di 400 km/h, velocità dovuta alla combinazione tra un'inclinazione di salto di oltre 3.700 m, di cui i primi 800 verticali, su un percorso di 16 km. Vennero spostati circa 23 milioni di metri cubici di roccia e ghiaccio, che travolsero tutto ciò che si trovarono davanti, compresa la città di Yungay, arrivando a sbarrare il Rio Santa e fermandosi alla base dell'antistante Cordillera Negra. Delle 20.000 persone che vivevano nella città solo 350 riuscirono a salvarsi. Il terremoto arrecò gravi danni a molte città, da Huacho nella regione di Lima, fino a Trujillo nella regione di La Libertad, causando nel paese più di 67.000 vittime.